# Franciszek Czubalski

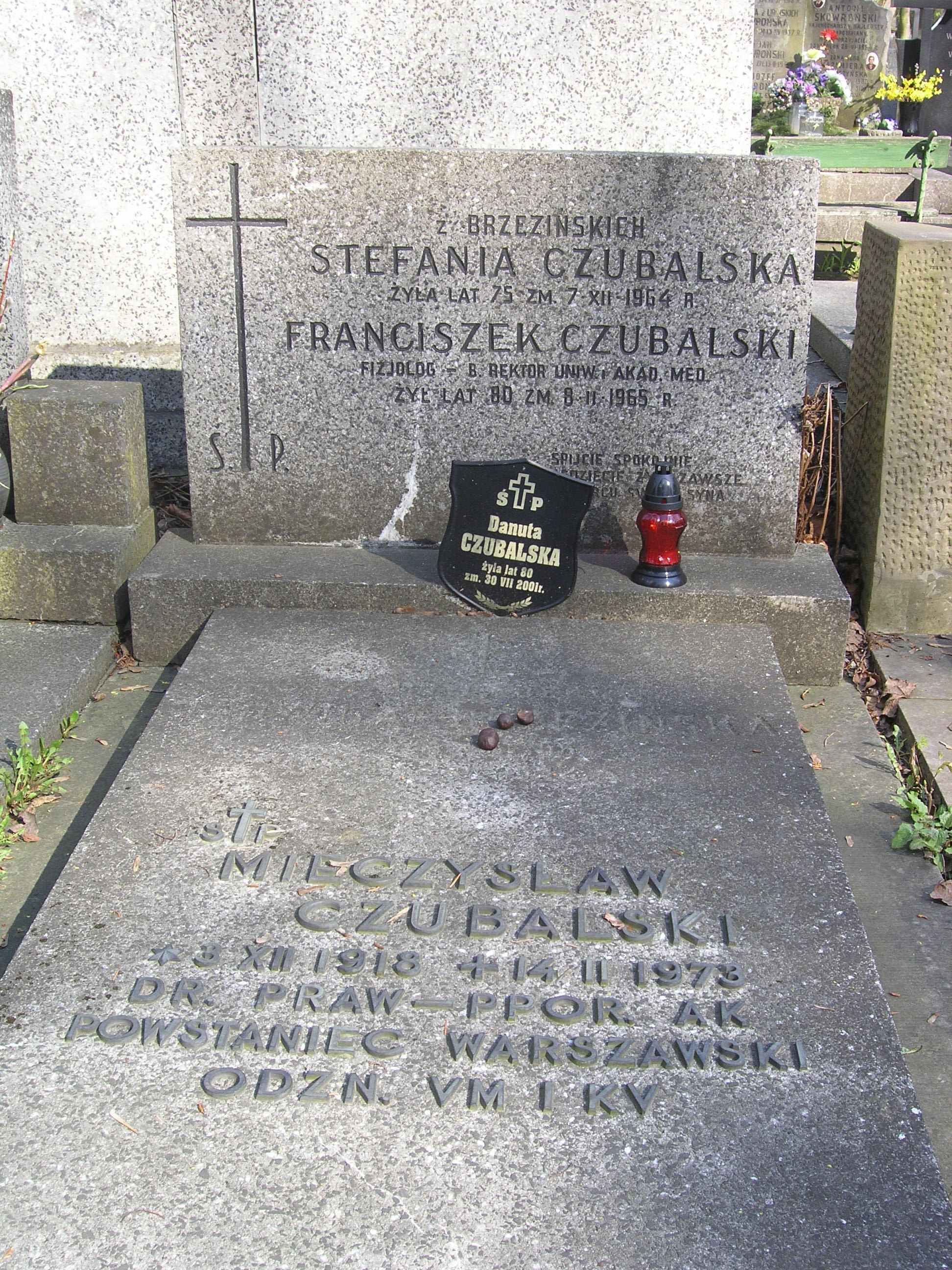
Grób lekarza Franciszka Czubalskiego – rektora UW i Akademii Medycznej w Warszawie na Starych Powązkach w Warszawie (kwiecień 2012)

Franciszek Mieczysław Czubalski (ur. 30 stycznia 1885 w Przysusze, zm. 8 lutego 1965 w Warszawie) – polski lekarz fizjolog, założyciel Unii Narodowo-Państwowej w 1922 roku.

## Życiorys
Urodził się w rodzinie zarządców majątku Dembińskich w Przysusze jako syn Franciszka (1822–1884) i Emilii z Mędreckich (1838–1899). Był najmłodszym bratem Bronisława Franciszka (1856–1910), Zofii Marii (1859–1933), Eugenii Stanisławy Frąckiewicz (1861–1912), Zdzisława Karola (ur. 1866), Stefanii Petroneli Hamburg (1867–1899), Władysława Czesława (1870–1873), Marianny Anieli Łubkowskiej (1874–1965), Emilii Elżbiety (ur. 1876) i Heleny Antoniny Czajkowskiej (1876–1944). Ukończył gimnazjum filologiczne w Radomiu, a następnie odbył studia na uniwersytecie w Dorpacie (1903–1904) i na Uniwersytecie Lwowskim (1905–1910), gdzie był asystentem w Katedrze Farmakologii i Farmakognozji. Uzyskał tytuł doktora wszech nauk lekarskich (1910) i docenta farmakologii Uniwersytetu Lwowskiego (1914). Następnie związany z Uniwersytetem Jagiellońskim, gdzie otrzymał tytuł docenta fizjologii w Katedrze Farmakologii i Farmakognozji i Katedrze Fizjologii (1915). W latach 1916–1950 kierował Katedrą Fizjologii Uniwersytetu Warszawskiego, uzyskał tytuł profesora nadzwyczajnego (1919) i zwyczajnego (1921).
W okresie międzywojennym sprawował funkcję dziekana Wydziału Lekarskiego (1923–1925, 1934–1935) i prorektora (1934–1939) Uniwersytetu Warszawskiego. W 1936 wybrany na rektora, jednak po nieprzychylnych mu demonstracjach studenckich (był przeciwnikiem gett ławkowych) godności tej nie przyjął.
W latach 1930–1933 był dyrektorem Instytutu Dentystycznego w Warszawie, a w 1933–1939 przewodniczącym rady naukowej Instytutu Radowego oraz kierownikiem Pracowni Fizjologicznej Wychowania Fizycznego w Centralnym Instytucie Wychowania Fizycznego.
Prowadził badania nad krążeniem krwi, regulacją neurohormonalną i endokrynologią doświadczalną (m.in. nad działaniem adrenaliny), fizjologią pracy i fizjologią trawienia.
W 1941 roku objął funkcję dyrektora naukowego Prywatnej Szkoły Zawodowej dla Pomocniczego Personelu Sanitarnego doc. Jana Zaorskiego, w której prowadzili tajne nauczanie dla ok. 1900 słuchaczy. Wykładał na kompletach Uniwersytetu Warszawskiego, Poznańskiego i Uniwersytetu Ziem Zachodnich w Warszawie.
Po wojnie pełnił funkcję dziekana Wydziału Lekarskiego UW (od 1947) i rektora Uniwersytetu Warszawskiego (1947–1949), a następnie nowo powstałej Akademii Medycznej (1950–1953), gdzie kierował Katedrą Fizjologii Człowieka (1950–1959).
Od 1945 roku był członkiem Polskiej Akademii Umiejętności i Towarzystwa Naukowego Warszawskiego. Od 1952 roku członek tytularny, a od 1957 członek rzeczywisty Polskiej Akademii Nauk. 
Był prezesem Polskiego Towarzystwa Fizjologicznego (1938–1946 i 1948–1952), członkiem honorowym tego towarzystwa oraz Czeskiego Towarzystwa Lekarskiego, członkiem Międzynarodowego Towarzystwa do Badań nad Krzepliwością Krwi oraz Francuskiego Towarzystwa Biologicznego, członkiem korespondentem Towarzystwa Lekarskiego w Budapeszcie.
Mieszkał w Warszawie w domu Stowarzyszenia Mieszkaniowego Spółdzielczego Profesorów UW przy ulicy Sewerynów.
Był mężem Stefanii z Brzezińskich (1889–1964), ojcem Mieczysława (1918–1973), doktora nauk prawnych, ppor. AK, powstańca warszawskiego.
Zmarł w Warszawie, pochowany na cmentarzu Powązkowskim (kwatera Z-6-17).
Materiały archiwalne Franciszka Czubalskiego znajdują się w PAN Archiwum w Warszawie pod sygnaturą III-144.

## Ordery i odznaczenia
- Krzyż Komandorski Orderu Odrodzenia Polski (11 listopada 1937)[7]
- Złoty Krzyż Zasługi (13 maja 1933)[8]
- Medal 10-lecia Polski Ludowej (13 stycznia 1955)[9]
- Srebrny Medal za Długoletnią Służbę[10]
- Brązowy Medal za Długoletnią Służbę[10]
- Odznaka honorowa „Za walkę o szkołę polską” (1930)[10]
- Złota Odznaka Honorowa NROW[10]
- Krzyż Komandorski z Gwiazdą Orderu św. Sawy (Jugosławia, 1928)
- Krzyż Oficerski Orderu Zasługi Cywilnej (Bułgaria, 1937)[10]
- Krzyż Kawalerski Orderu Legii Honorowej (Francja, 1925)[10]